# にかほ市立象潟小学校
にかほ市立象潟小学校（にかほしりつ きさかたしょうがっこう）は、秋田県にかほ市象潟町にある公立小学校。

## 沿革
出典
- 1874年（明治7年）3月25日 - 塩越小学校創立。
- 1881年（明治14年）11月11日 - 校舎全焼。
- 1882年（明治15年）8月18日 - 象潟小学校と改称。
- 1883年（明治16年）10月18日 - 新校舎落成。
- 1896年（明治29年）9月30日 - 象潟尋常高等小学校と改称。
- 1901年（明治34年）7月14日 - 校舎増築落成。
- 1918年（大正7年）5月13日 - 校舎全焼。
- 1920年（大正9年）7月14日 - 新校舎落成。
- 1941年（昭和16年）4月1日 - 国民学校令により、象潟国民学校と改称。
- 1947年（昭和22年）4月1日 - 学制改革により、象潟町立象潟小学校と改称。
- 1954年（昭和29年）12月1日 - 創立80周年記念式典挙行。
- 1955年（昭和30年）9月1日 - 体育館落成。
- 1956年（昭和31年）7月8日 - 北校舎落成。
- 1957年（昭和32年）1月21日 - 西校舎移転落成。
- 1958年（昭和33年）5月30日 - ブロック校舎落成。
- 1964年（昭和39年）11月3日 - 創立90周年記念式典挙行。
- 1971年（昭和46年）7月30日 - 学校プール竣工。
- 1974年（昭和49年）11月2日 - 創立100周年記念式典挙行。
- 1977年（昭和52年）5月10日 - 北校舎竣工検査。
- 1978年（昭和53年）11月22日 - 小体育館竣工。
- 1986年（昭和61年）7月28日 - 体育館解体。
- 1987年（昭和62年）
  - 3月18日 - ブロック校舎解体。
  - 3月31日 - 新校舎（南校舎）竣工。
  - 11月18日 - 体育館竣工。
- 1990年（平成2年）
  - 2月5日 - 南校舎改造（4教室増設）工事竣工。
  - 2月16日 - 北校舎改造工事竣工。
- 1994年（平成6年）3月5日 - 創立120周年記念式典挙行。
- 2003年（平成15年）11月19日 - 創立130周年記念行事開催。
- 2005年（平成17年）10月1日 - 3町合併による、にかほ市発足により、にかほ市立象潟小学校と改称。
- 2011年（平成23年）11月30日 - 耐震補強工事完了。
- 2017年（平成29年）12月13日 - 3小学校統合に係る校舎大規模改修工事完了。
- 2018年（平成30年）
  - 3月26日 - 追加改修工事完了。
  - 3月28日 - 校旗返納式挙行。
  - 4月1日 - （旧）象潟・上浜・上郷の3小学校が統合した（新）象潟小学校が開校。新校章と新校歌「笑顔輝く」を制定。
  - 5月1日 - 開校式挙行し、この日（5月1日）を開校記念日に制定。
- 2019年（令和元年）
  - 5月18日 - 運動会を象潟グラウンドにて開催。
  - 9月13日 - プールサイド及び周辺施設の改修工事完了。
- 2020年（令和2年）9月13日 - 普通教室の空調稼働。

## 学校教育目標
- ふるさとに学び、夢に向かって努力する子どもの育成 〜 かしこく ゆたかに たくましく 〜

## 通学区域と進学先中学校
出典

### 通学区域
- にかほ市象潟町全域

### 進学先中学校
- にかほ市立象潟中学校 - 本校と学区が同一

## 周辺
にかほ市中心部の北西側に位置する
- 国道7号線
- 妙見神社（象潟神社） - 敷地が隣接
- 三本堰川
- JR東日本羽越本線象潟駅
- 稲荷神社 - JR羽越本線をはさんだ東側
- このほかは、象潟駅#駅周辺も参照。

## アクセス
- 羽後交通「仁賀保高校線」（象潟駅前〜仁賀保高校前〜金浦駅前）で、「象潟小学校前」停留所より、
  - 校地北側の正門まで、
    - 象潟駅前行のりばから、徒歩約210m・約3分。
    - 仁賀保高校・金浦駅前行のりばから、徒歩約255m・約4分。

  - 校地南側の校庭側の門まで、
    - 象潟駅前行のりばから、徒歩約100m・約1〜2分。
    - 仁賀保高校・金浦駅前行のりばから、徒歩100m弱・約1分（国道7号線を跨ぐ「象潟町妙見下」歩道橋経由）。
      - なお、「象潟小学校前」停留所から学校敷地はすぐそばだが、学校門設置箇所の関係で、少々の徒歩移動を伴う。
- JR東日本羽越本線象潟駅より、
  - 校地北側の正門まで、徒歩約410m・約6分。
  - 校地南側の校庭側の門まで、徒歩約455m・約7分。
    - 象潟駅からは、道路形状の関係で、校地北側の正門の方が早い。

  - 上述の羽後交通バスに乗車し1分、「象潟小学校前」停留所下車後、徒歩。